# Шаг за шагом (телесериал, Россия)
«Шаг за шагом» — российский телесериал-ситком 2008 года в 40 сериях. Показ начался 19 января 2008 года на СТС (трансляция по выходным в 16:30). Однако, сериал не набрал нужных рейтингов, и его показ был приостановлен. Премьера 2 сезона в эфире СТС состоялась лишь 12 июля 2009 года (показ по воскресеньям в 13:00).

## Производство
Съемки сериала начались в июле 2007 года, а закончились в ноябре того же года. Сериал снимался кинокомпанией «Амедиа»

## Сюжет
Строителю Виктору Мельникову (Алексей Маклаков) под сорок. Жены у него нет, зато есть трое детей: Дмитрий (Митя), Евгения и Илья.
У Екатерины Андросовой (Галина Данилова) мужа тоже нет, но есть трое детей: Дина, Карина и Анатолий (Толя)
Виктор и Катя едут на курорт в Сочи, где их обычная дружба (Виктор и Катя были знакомы уже давно) превращается в бурный роман, и заканчивается переездом в четырёхкомнатную квартиру Кати, которую ей оставил муж после развода…
Дети начнут ссориться с первой секунды. Окажется, что старшие дети — Дмитрий и Дина — уже пересекались друг с другом в школе и совсем не рады такому воссоединению. Евгения через пять минут знакомства с Кариной обольет её кетчупом, и только Илья и Анатолий найдут общий язык… и чуть не спалят квартиру
Перед семьей тут же возникает много бытовых проблем, но только любовь и взаимопонимание помогают преодолеть их…

## В ролях
- Алексей Маклаков — Виктор Мельников
- Галина Данилова — Екатерина Андросова
- Вероника Агапова — Дина, старшая дочь Екатерины
- Вероника Лысакова — Карина, младшая дочь Екатерины
- Руслан Кулешов — Анатолий (Толя), сын Екатерины
- Степан Абрамов — Дмитрий (Митя), старший сын Виктора
- Александра Остроухова — Евгения (Женя), дочь Виктора
- Аким Кокорев — Илья, младший сын Виктора
- Григорий Иванец — Костя, племянник Виктора
- Дарья Фекленко — Светлана, сестра Кати
- Нина Феклисова — Нина, мать Кати